# Perle (Stepenitz)
Die Perle ist ein rund 1,4 Kilometer langer, rechter Zufluss der Stepenitz. Sie erstreckt sich im Norden der Stadt Perleberg im Brandenburger Landkreis Prignitz. Der Flussname ist eine Rückbildung aus dem Ortsnamen Perleberg.

## Verlauf
Der Bach entspringt nordwestlich des zu Perleberg gehörenden Perlhofs. Gespeist wird er durch Sickerwasser des nahe gelegenen Weinbergs. Je nach Witterung weist das schmale Quellgebiet einen sumpfigen Charakter auf, kann aber auch trockenfallen.
Die Perle fließt in südsüdöstlicher Richtung und passiert den Perlhof. Unter einer Brücke quert sie den Damm der demontierten  Eisenbahnstrecke Perleberg Nord–Groß Buchholz. In einem sanften Bogen wendet sich die Perle zwischen Weinberg im Norden und Galgenberg im Süden hindurchfließend stärker nach Osten. Das Perletal wird auf diesem Abschnitt als Weideland genutzt. Es ist Teil des Landschaftsschutzgebietes Osergebiet bei Perleberg.
Die Perle führt nun unter der Reetzer Straße hindurch und teilt die Kleingartenanlage Perlegrund. Nach einer letzten Straßenunterquerung mündet der Bach in den Mühlarm der Stepenitz an der Perleberger Neuen Mühle.